# Список земноводних Греції
Цей список є списком видів земноводних, спостережених на території Греції. Перелік базується на «Атласі амфібій і рептилій Греції» (2020), опублікованому під егідою Societas Hellenica Herpetologica, доповненому Червоним списком МСОП. У Греції мешкають 25 видів земноводних, з них вісім видів тритонів і саламандр з однієї родини Salamandridae, та 17 видів жаб з п'яти родин — Bombinatoridae, Bufonidae, Hylidae, Pelobatidae і Ranidae. З види амфібій є ендеміками (тобто не трапляються за межами Греції) — Pelophylax cerigensis, Pelophylax cretensis, Lyciasalamandra helverseni.

## Позначки
Теги, що використовуються для виділення охоронного статусу кожного виду за оцінками МСОП:
| EX | Extinct               | Зниклий                          |
| CR | Critically Endangered | Перебуває під критичною загрозою |
| EN | Endangered            | Перебуває під загрозою           |
| VU | Vulnerable            | Уразливий                        |
| NT | Near Threatened       | Близький до загрозливого стану   |
| LC | Least Concern         | У найменшій загрозі              |
| DD | Data Deficient        | Відомості недостатні             |
| NE | Not Evaluated         | Види з недослідженим статусом    |

## Ряд Хвостаті (Caudata)
Представники ряду Хвостаті відрізняються від інших сучасних земноводних видовженим тілом та наявністю у дорослих тварин хвоста. До нього відносять саламандр та тритонів. Налічує понад 580 видів, з них в Греції трапляється 8 видів.

### Родина Саламандрові (Salamandridae)
| Українська назва                     | Грецька назва                | Латинська назва            | Автор таксона            | Статус МСОП | Поширення в Греції                                           | Зображення |
| Ряд: Хвостаті (Caudata)              |                              |                            |                          |             |                                                              |            |
| Родина: Саламандрові (Salamandridae) |                              |                            |                          |             |                                                              |            |
| Тритон гірський                      | Αλπικός τρίτωνας             | Mesotriton alpestris       | Laurenti, 1768           | LC          | вздовж гірського хребта Пінд до північного сходу Пелопоннеса |            |
| Тритон грецький                      |                              | Lissotriton graecus        | Wolterstorff, 1906       | LC          | материкова частина країни                                    |            |
|                                      | Ανατολικός λισσοτρίτωνας     | Lissotriton schmidtleri    | (Raxworthy, 1988)        | LC          | (Східна Македонія, Фракія, о. Самотракі)                     |            |
| Саламандра Ґельверсона               | Σαλαμάνδρα της Καρπάθου      | Lyciasalamandra helverseni | (Pieper, 1963)           | VU          | острови Карпатос, Касос і Сарія                              |            |
| Саламандра Лушана                    | Σαλαμάνδρα του Καστελλόριζου | Lyciasalamandra luschani   | (Steindachner, 1891)     | VU          | острів Кастелорізо                                           |            |
| Саламандра вогняна                   | Κοινή σαλαμάνδρα             | Salamandra salamandra      | Shaw, 1802               | LC          | ареал охоплює майже всю материкову Грецію, Пелопоннес і Евію |            |
|                                      | Βαλκανικός χτενοτρίτωνας     | Triturus ivanbureschi      | Arntzen & Wielstra, 2013 |             | Фракія                                                       |            |
|                                      | Μακεδονικός χτενοτρίτωνας    | Triturus macedonicus       | (Karaman, 1922)          | VU          | північно-західна Греція                                      |            |

## Ряд Безхвості (Anura)
До ряду відносяться жаби та ропухи. Ряд налічує понад 6000 видів, з яких в Греції трапляється 17 видів.

### Родина Кумкові (Bombinatoridae)
| Українська назва                 | Грецька назва   | Латинська назва   | Автор таксона  | Статус МСОП | Поширення в Греції                               | Зображення |
| Ряд: Безхвості (Anura)           |                 |                   |                |             |                                                  |            |
| Родина: Кумкові (Bombinatoridae) |                 |                   |                |             |                                                  |            |
| Кумка червоночерева              | Κοκκινομπομπίνα | Bombina bombina   | Linnaeus, 1761 | LC          | східній частині префектури Еврос уздовж кордону. |            |
| Кумка жовточерева                | Κιτρινομπομπίνα | Bombina variegata | Linnaeus, 1758 | LC          | материкова частина, крім Пелоппонесу             |            |

### Родина Часничницеві (Pelobatidae)
| Українська назва                   | Грецька назва | Латинська назва    | Автор таксона  | Статус МСОП | Поширення в Греції                                                                                      | Зображення |
| Ряд: Безхвості (Anura)             |               |                    |                |             | |            |
| Родина: Часничницеві (Pelobatidae) |               |                    |                |             | |            |
| Часничниця сирійська               | Πηλοβάτης     | Pelobates syriacus | Boettger, 1889 | LC          | в Північній Греції та на Пелопоннесі, а також на деяких островах: Евія, Лемнос, Лесбос і, ймовірно, Кос |            |

### Родина Райкові (Hylidae)
| Українська назва          | Грецька назва             | Латинська назва | Автор таксона  | Статус МСОП | Поширення в Греції | Зображення |
| Ряд: Безхвості (Anura)    |                           |                 |                |             | |            |
| Родина: Райкові (Hylidae) |                           |                 |                |             | |            |
| Райка деревна             | Ευρωπαϊκός δεντροβάτραχος | Hyla arborea    | Linnaeus, 1758 | LC          | зустрічається в материковій частині Греції, за винятком східної частини Фракії, де її замінює азіатська деревна жаба. Він також зустрічається на Пелопоннесі та на кількох островах: Евія, Крит, Корфу, Лефкада, Кефалонія, Закінф, Тасос, Андрос, можливо, на інших островах |            |
| Райка східна              | Ασιατικός δεντροβάτραχος  | Hyla orientalis | Bedriaga, 1890 | LC          | у східній частині Фракії та на східних островах Егейського моря (Самос, Хіос, Лесбос, Родос, Кос) |            |

### Родина Ропухові (Bufonidae)
| Українська назва             | Грецька назва   | Латинська назва | Автор таксона    | Статус МСОП | Поширення в Греції                                                                                              | Зображення |
| Ряд: Безхвості (Anura)       |                 |                 |                  |             | |            |
| Родина: Ропухові (Bufonidae) |                 |                 |                  |             | |            |
| Ропуха звичайна              | Κοινός φρύνος   | Bufo bufo       | Linnaeus, 1758   | LC          | по всій території материка, Пелопоннес , Евія , більшість Іонічних островів , Самотракі , Андрос , Самос і Кос. |            |
| Ропуха зелена                | Πράσινος φρύνος | Bufo viridis    | (Laurenti, 1768) | LC          | на всьому континенті, Пелопоннесі, Евбеї та Криті, Іонічних островах, Тасосі                                    |            |

### Родина Жаб'ячі (Ranidae)
| Українська назва          | Грецька назва                | Латинська назва         | Автор таксона                                            | Статус МСОП | Поширення в Греції | Зображення |
| Ряд: Безхвості (Anura)    |                              |                         |                                                          |             | |            |
| Родина: Жаб'ячі (Ranidae) |                              |                         |                                                          |             | |            |
| Жаба-бик                  | Αμερικανικός βουβαλοβάτραχος | Lithobates catesbeianus | (Shaw, 1802)                                             | LC          | інтродукований в озеро Агіас у префектурі Ханья |            |
|                           | Ανατολικός βάτραχος          | Pelophylax bedriagae    | (Camerano, 1882)                                         | LC          | У Греції зустрічається на східних островах Егейського моря (Лесбос, Хіос, Самос, Ікарія, Кос, Родос) і, ймовірно, у східній частині Фракії             |            |
|                           | Βάτραχος της Καρπάθου        | Pelophylax cerigensis   | (Beerli, Hotz, Tunner, Heppich & Uzzell, 1994)           | CR          | ендемік острова Карпатос |            |
|                           | Κρητικός βάτραχος            | Pelophylax cretensis    | (Beerli, Hotz, Tunner, Heppich & Uzzell, 1994)           | VU          | ендемік острова Крит |            |
|                           | Ηπειρωτικός βάτραχος         | Pelophylax epeiroticus  | (Schneider, Sofianidou & Kyriakopoulou-Sklavounou, 1984) | NT          | в західній Греції, включаючи Керкіру |            |
|                           |                              | Pelophylax kurtmuelleri | (Gayda, 1940)                                            | LC          | більша частина країни, включаючи острови |            |
| Жаба озерна               | Βαλτοβάτραχος                | Pelophylax ridibundus   | Pallas, 1771                                             | LC          | По всій країні, крім високогір'я Карпат |            |
| Жаба прудка               | Ευκίνητος βάτραχος           | Rana dalmatina          | Bonaparte, 1840                                          | LC          | на більшій частині материкової Греції та в Пелопоннесі, а також на кількох островах (Корфу, Лефкада, Евія, ймовірно, також на інших Іонічних островах) |            |
|                           | Ελληνικός βάτραχος           | Rana graeca             | Boulenger, 1891                                          | LC          | на більшій частині материкової Греції, на Пелопоннесі, Евії та Тасосі                                                                                  |            |
| Жаба трав'яна             | Βουνοβάτραχος                | Rana temporaria         | Linnaeus, 1758                                           | LC          | північна частина |            |